# Kékkút
Kékkút est un village et une commune du comitat de Veszprém en Hongrie.